# Доміно (фільм, 1973)
«Доміно» — радянський художній фільм 1973 року, знятий режисером Ігорем Негреску на студії «Київнаукфільм».

## Сюжет
Фільм про тварин. За мотивами повісті Ернеста Сетон-Томпсона «Доміно. Історія одного чорно-бурого лиса»

## У ролях
- Сергій Грандо — Абнер Джукс
- Олександр Дудого — Сі Бентон
- Сергій Олійник — Бад Бентон
- Юрій Коваленко — старий Бентон
- В'ячеслав Воронін — містер Блейк
- Анатолій Юрченко — Джо Індюшатник
- Аня Зайцева — Су

## Знімальна група
- Режисер — Ігор Негреску
- Сценарист — Ігор Негреску
- Оператор — Леонід Прядкін
- Художник — Кирило Бобровников